# 아소카 프라크리트어
아소카 프라크리트어는 기원전 268년부터 기원전 232년까지 마우리아 제국을 다스렸던 아소카 대제가 칙령에 사용한 중세 인도아리아어 중간 방언 연속체이다. 칙령은 인도 아대륙 전역의 기념비적인 기둥과 바위에 새겨진 비문으로, 아소카의 불교 개종 과정과 불교 원칙(예: 담마와 아힘사 지지)을 다루고 있다.
아소카 프라크리트 방언은 초중기 인도아리아어의 현지 형태를 반영했다. 북서부, 서부, 동부 세 가지 지역 방언이 대표적이다. 중앙 지역 비문에서는 예외적으로 중앙 방언 대신 동부 방언을 사용했다.:50 아소카 프라크리트어는 베다 산스크리트어와 밀접한 관련이 있는 고대 인도아리아어 방언의 후손으로, 때때로 원시 인도아리아어 고문체를 보존하여 차이를 보이기도 한다.
아소카 프라크리트어는 브라흐마 문자와 북서쪽의 카로슈티 문자에서 발견되었다.